# Arrea-li Bona
Arrea-li Bona és un club de pilota valenciana de la ciutat de Benicarló, al Baix Maestrat, dedicada al foment i a la pràctica de les diverses modalitats de la pilota valenciana, especialment la de frontó, de major tradició històrica en esta comarca. Va ser fundat l'any 2007, després d'unes dècades en què l'esport de la pilota havia pràcticament desaparegut de la ciutat.
A falta d'un trinquet municipal, els jugadors d'Arrea-li Bona disputen les partides i profies al frontó disponible a les pistes de l'IES Joan Coromines. Esta entitat organitza jornades de pilota al voltant d'una vegada al mes, en profies tant individuals com de parelles, així com jornades escolars. El 13 de juliol del 2008, els pilotaris del club disputaren el I Campionat Municipal per parelles de frontó, amb 8 dobles inscrits. A les postres, la parella formada per Hugo i Mañes va esdevindre guanyadora. La segona edició, celebrada entre finals del 2009 i la primavera del 2010, porta al triomf als pilotaris Esteller i Xarli.
En la temporada 10/11, el club va federar els seus primers pilotaris, que competixen en frontó a mà i a galotxa. El 17 d'octubre de 2010, el carrer de Cabanes esdevé el primer espai de Benicarló on es disputa una partida oficial en la modalitat de galotxa, entre el club local i el d'Almassora.